# المدرسة الرشدية (إربد)
المدرسة الرشدية في مدينة إربد شمال الأردن، تقع بجوار سرايا الحاكم العثماني، وتعد من أقدم المدارس في المملكة. تأسست عام 1899 من قبل مجلس المعارف لولاية دمشق، بناءً على طلب أهالي المدينة عبر مراسلات مع الإدارة العثمانية.

## تاريخها
في البداية، كانت المدرسة تحمل اسم "الرشدية"، الذي يشير إلى المرحلة التعليمية المتوسطة، واستمرت بهذا الاسم حتى عام 1925، ثم تحولت إلى "التجهيزية" وهو اسم تركي، حتى صدور دستور الأردن الأول عام 1928. بين عامي 1942 و1958، أصبحت المدرسة "إربد الثانوية للبنات"، ثم حملت اسم "حسن كامل الصباح الثانوية للبنين" منذ عام 1958 وحتى اليوم.
تشير كتابة باللغة التركية في اعلى الجدار الشرقي الى ان المدرسة بنيت في عام 1319 للهجرة الموافق 1900 للميلاد وتعد اول مدرسة في اربد بنيت بايعاز من مجلس معارف ولاية دمشق لتكون مدرسة ابتدائية تسمى «المدرسة الرشيدية» وتتكون من ستة صفوف ثم يلتحق المتخرج منها بمدرسة «عنبر» في دمشق لاتمام دراسته بمستويات الصفوف العليا.
عام 1927 تخرجت الدفعة الاولى من المدرسة ونالت هذه الدفعة شهادات تعادل مستوى الثانوية العامة حاليا ومن بين الذين تخرجوا في ذلك العام: صياح الروسان ونجيب الرشدان وسليمان حجازي وفوزي الملقي وابراهيم الشرايرة وجميل برهم سماوي.

## البناء
كانت المدرسة عند تأسيسها مكونة من 6 صفوف، ثم توسعت تدريجياً لتشمل 11 غرفة دراسية بحلول عام 1927. وتعد الرشدية من أبرز المعالم التربوية في الأردن، حيث تخرج منها العديد من الشخصيات البارزة مثل الوزراء السابقين تيسير النعيمي وعبد الرحيم العكور، بالإضافة إلى شخصيات من مجلس النواب.
تعمل وزارة التربية والتعليم الأردنية على صيانة المدرسة وترميمها لتبقى قيد الاستخدام. تُعتبر المدرسة واحدة من أقدم المدارس في الأردن، إلى جانب المدرسة الرشدية في الكرك ومدرسة وادي السرر في عمان، التي يعود تاريخ إنشائها إلى الفترة بين 1899 و1923.

## انظر ايضا
- مدرسة السلط

## روابط خارجية
1. 1 2 3  "تأسست نهاية القرن 19 .. المدرسة العثمانية "الرشدية" في إربد الأردنية". الجزيرة نت. مؤرشف من الأصل في 2024-05-24. اطلع عليه بتاريخ 2024-12-12.
2. ↑  "المدرسة الرشدية في إربد.. إرث تاريخي برسم العبث". جريدة الغد. 18 يوليو 2023. مؤرشف من الأصل في 2023-07-18. اطلع عليه بتاريخ 2024-12-12.
3. 1 2  "تربية اربد: لا تحويل لمدرسة حسن كامل الصباح لمتحف واغلاقها للصيانة". جريدة الدستور الاردنية. مؤرشف من الأصل في 2024-12-14. اطلع عليه بتاريخ 2024-12-12.
4. ↑  "مقتنيات نادرة من أيام زمان : صورة نادرة لطلاب مدرسة إربد الرشدية في عام 1916 م". جريدة الدستور الاردنية. مؤرشف من الأصل في 2021-06-08. اطلع عليه بتاريخ 2024-12-12.
5. ↑  "Anadolu Ajansı". Anadolu Ajansı. مؤرشف من الأصل في 2024-12-12. اطلع عليه بتاريخ 2024-12-12.